# The Miseducation of Lauryn Hill
The Miseducation of Lauryn Hil é o álbum de estreia da artista musical estadunidense Lauryn Hill. O seu lançamento ocorreu em 19 de agosto de 1998, através das gravadoras Ruffhouse Records e Columbia Records. Enquanto estava na turnê The Score Tour com o grupo The Fugees, Hill conheceu Rohan Marley, filho do músico Bob Marley. A relação entre os dois cresceu gradualmente, e a artista eventualmente engravidou dele. A gestação, juntamente com outras circunstâncias, iriam inspirá-la a fazer um registro solo que posteriormente tornou-se The Miseducation of Lauryn Hill. No final de 1996, o também integrante do grupo, Wyclef Jean começou a conceber seu álbum de estreia The Carnival (1997), no qual Hill produziu algumas músicas e participou de três delas. Depois que o disco foi completado, ela afastou-se de projetos fonográficos devido à gravidez e casos de bloqueio de escritor. Entretanto, a maternidade reativou sua criatividade.
O título do trabalho foi inspirado pelo filme e novela autobiográfica The Education of Sonny Carson, bem como pelo livro The Miseducation of the Negro, de Carter G. Woodson. Musicalmente derivado do neo soul com influências proeminentes de hip-hop e R&B, foi notado que o projeto incorpora estilos musicais como hip hop soul, soul e reggae. Suas letras abordam a gravidez da artista na época, bem como a turbulência com seu antigo grupo The Fugees, além de temas do amor e de Deus. As gravações da obra ocorreram entre 1997 e 1998 sob a produção executiva e musical da intérprete, sendo que Vada Nobles e Che' Guevara também fizeram parte da produção das faixas.
The Miseducation of Laryn Hill recebeu aclamação universal da mídia especializada, a qual prezou a sua produção e a apresentação honesta de Hill na visão feminina do amor e da vida. Consequentemente, venceu cinco Grammy Awards durante a 41.ª cerimônia, incluindo a principal da noite, a de Álbum do Ano, e foi considerado pela revista Rolling Stone o 10.º entre os 500 melhores álbuns de todos os tempos. Comercialmente, obteve um desempenho exitoso, liderando as tabelas do Canadá, enquanto classificou-se nas dez melhores colocações em diversos países, como Austrália, Áustria, Brasil, Nova Zelândia e Reino Unido. Em território estadunidense, o material debutou na primeira colocação da Billboard 200 com cerca de 422 mil cópias vendidas, e recebeu um certificação de diamante (10x platina) pela Recording Industry Association of America (RIAA). Mundialmente, comercializou 20 milhões de exemplares.
A fim de promover o disco, três singles foram lançados. O primeiro, "Doo Wop (That Thing)" debutou na liderança da Billboard Hot 100 e conquistou o prêmio de Vídeo do Ano durante os MTV Video Music Awards de 1999. O dois seguintes, "Ex-Factor" e "Everything Is Everything", obtiveram um desempenho comercial moderado, embora o primeiro citado tenha alcançado a sétima colocação da tabela Hot R&B/Hip-Hop Songs. Como forma de divulgação, Hill apresentou-se em programas televisivos, premiações, e iniciou a turnê The Miseducation Tour. O sucesso crítico e comercial do projeto impulsionou a artista a alcançar o estrelato e ajudou a trazer o hip hop e o neo soul para a vanguarda da música de massa. Entretanto, Hill, sua gestão e a gravadora foram indiciadas em um processo judicial pela New Artk, que disse que a artista "usou suas canções e habilidades de produção, mas não conseguiu creditá-las adequadamente para o trabalho". A ação foi resolvida fora dos tribunais em um preço que teria sido 5 milhões de dólares.

## Antecedentes e desenvolvimento

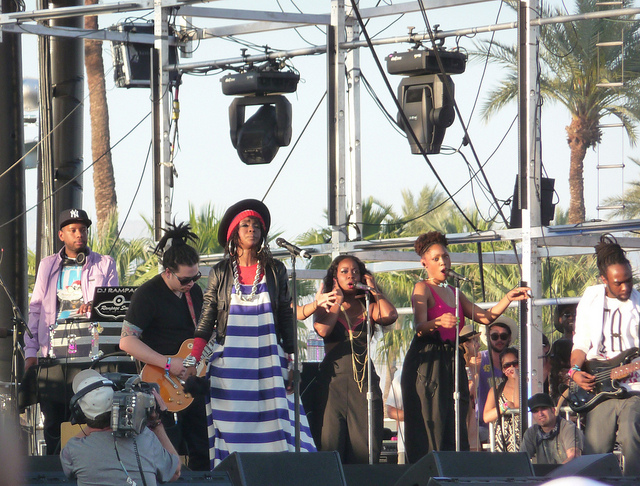
Hill apresentando-se no Coachella Valley Music and Arts Festival de 2011.

Enquanto estava na turnê The Score Tour com o grupo The Fugees, Hill conheceu Rohan Marley, filho do músico Bob Marley. Os dois gradualmente formaram uma relação e, enquanto estava na digressão, ela engravidou dele. A gestação, juntamente com outras circunstâncias, iriam inspirá-la a fazer um disco solo que eventualmente tornou-se The Miseducation of Lauryn Hil. No final de 1996, seu companheiro de grupo Wyclef Jean começou a escrever e gravar material para seu primeiro álbum solo The Carnival (1997), no qual Hill produziu algumas canções e participou de três delas. Depois que o trabalho foi completado, ela afastou-se da turnê e de projetos fonográficos devido à sua gravidez e casos de bloqueio de escritor. Esta gestação, contudo, iria reativar sua criatividade, conforme ela explicou em uma entrevista anos depois:
| “ | Quando algumas mulheres engravidam, seus cabelos e narizes crescem, mas para mim foi a minha mente e minha habilidade de criar. Eu tinha o desejo de escrever em um capacidade que eu não tive por um bom tempo. Eu não sei é uma coisa hormonal ou emocional. [...] Eu estava muito em contato com meus sentimentos na época. Toda vez que eu me machucava, toda vez que eu me desapontava, toda vez que eu aprendia, eu apenas escrevia uma canção. | ” |

Enquanto estava inspirada, a artista escreveu mais de trinta canções no estúdio de seu sótão em South Orange, Nova Jersey. Diversas destas músicas basearam-se em sua turbulência com os Fugees, bem como suas antigas experiências amorosas. No verão boreal de 1997, enquanto dava a luz ao seu primeiro filho, ela foi convidada para escrever uma faixa para o músico CeCe Winans. Diversos meses depois, a artista foi para Detroit para trabalhar com a cantora Aretha Franklin, escrevendo e produzindo "A Rose is Still a Rose", single inicial do álbum homônimo. Posteriormente, Franklin deixou Hill dirigir o vídeo musical acompanhante. Pouco depois de trabalhar com Franklin, Hill escreveu material para Whitney Houston. Devido ao ter escrito canções para artistas do gospel, hip hop e R&B, ela decidiu trazer influências de todos estes gêneros musicais em um único disco.

## Gravação e produção
Hill começou a gravar The Miseducation of Lauryn Hill em setembro de 1997 no Chung King Studios em Nova Iorque. Em uma entrevista, a artista descreveu o primeiro dia de gravação: "No primeiro dia no estúdio, encomendei todos os instrumentos pelos quais me apaixonei: harpas, cordas, tímpanos, órgãos, clarinetes. Foi minha ideia gravá-lo para que o elemento humano permanecesse. Eu não queria que fosse muito tecnicamente perfeito". Além disso, ela mesma tocou guitarra em "Superstar". Gordon "Commissioner Gordon" Williams, que atuou como engenheiro na maior parte do disco, também serviu como supervisor do projeto. Inicialmente, Wyclef Jean não apoiou Hill gravar um álbum solo, mas eventualmente se ofereceu para ajudar como produtor, o que ela rejeitou. A Columbia Records considerou trazer um produtor externo para o disco e teve conversas iniciais com RZA, membro do Wu-Tang Clan. No entanto, a musicista foi inflexível sobre aceitar apenas a si mesma escrever, arranjar e produzi-lo, com o executivo da Ruffhouse Records, Chris Swartz, garantindo sua liberdade artística durante toda a gravação. Ela formou uma equipe de colaboradores chamada New Ark, composta pelo programador Vada Nobles, o compositor Rasheem Pugh, o pianista Tejumold Newton e o guitarrista Johari Newton. Duas das primeiras gravações em que Hill e New Ark trabalharam — "Ex-Factor" e "Loved Real Hard Once", que mais tarde foi renomeado "When It Hurts So Bad" — foram originalmente destinadas a outros artistas, antes de serem retidas devido ao seu conteúdo pessoal. Che Pope foi creditado como coprodutor de "Lost Ones" e "To Zion", sob seu pseudônimo Che Guevara. Sobre essa última, ele revelou que produziu-a em um pequeno estúdio no Brooklyn em 20 minutos, e a intérprete posteriormente gravou-a no Chung King e no Perfect Pair Studios em East Orange, Nova Jérsei. John Legend, até então um artista pouco popular, tocou piano em "Everything Is Everything", que marcou sua estreia comercial.
Durante a maior parte das sessões iniciais, Hill gravou simultaneamente em vários locais em Nova Iorque e Nova Jérsei; até mesmo partes de uma única música foram gravadas em vários estúdios. Além disso, "Final Hour" foi parcialmente gravada no Metropolis Studio em Londres. A maior parte de The Miseducation of Lauryn Hill, no entanto, foi gravada no Tuff Gong, o estúdio construído por Bob Marley, em Kingston, Jamaica, onde o álbum seria concluído em junho de 1998. Sobre a mudança de ambiente, a intérprete declarou: "Quando comecei a gravar em Nova Iorque e Nova Jérsei, muitas pessoas estavam falando comigo sobre seguir caminhos diferentes. Eu podia sentir as pessoas na minha cara e estava captando vibrações ruins. Eu queria um lugar onde houvesse boas vibrações, onde eu estivesse entre a família, e [esse local] era o Tuff Gong". Vários membros da família Marley estavam presentes no estúdio durante as sessões de gravação, entre eles Julian Marley, que contribuiu com elementos de guitarra para "Forgive Them Father". Em uma entrevista, Williams relembrou a gravação de "Lost Ones", afirmando: "Era nossa primeira manhã na Jamaica e eu vi todas essas crianças reunidas em volta de Lauryn, gritando e dançando. Ela estava na sala de estar ao lado do estúdio com cerca de quinze netos Marley ao seu redor, além de Stephen e Julian, os filhos de Ziggy, e ela começa a cantar esse verso de rap, e todas as crianças começam a repetir a última palavra de cada linha, entrando na conversa muito espontaneamente porque estavam tão envolvidas na música".
Embora The Miseducation of Lauryn Hill tenha sido em grande parte um trabalho fruto da colaboração entre Hill e New Ark, houve "pressão da gravadora para fazer a mesma coisa do Prince", em que todas as faixas são creditadas como escritas e produzidas pelo intérprete com pouca ajuda externa. Durante a gravação do álbum, Hill foi contra a ideia de criar documentação definindo o papel de cada músico. Em novembro de 1998, a New Ark entrou com uma ação judicial de 50 páginas contra a rapper, sua administração e sua gravadora, afirmando que ela "usou nossas músicas e habilidades de produção, mas não nos deu os devidos créditos pelo trabalho". A New Ark exigiu créditos de composição e/ou produção para 13 das 14 faixas do disco, excluindo "To Zion", juntamente com o reembolso monetário. Os músicos alegaram ser os principais compositores de "Nothing Even Matters" e "Everything Is Everything", e os principais contribuidores de outras, embora Williams tenha descrito o projeto como um "trabalho poderosamente pessoal de Hill [...] Era definitivamente sua visão". O engenheiro de áudio Tony Prendatt, que também trabalhou no álbum, defendeu a rapper, com uma declaração dizendo que "o gênio de Lauryn é dela". Em resposta à ação judicial, Hill alegou que a New Ark estava tentando tirar vantagem de seu sucesso. O processo foi finalmente resolvido fora do tribunal, em fevereiro de 2001, por 5 milhões de dólares. Embora Pope não estivesse envolvido no processo, ele alegou que foi o único produtor de "To Zion", apesar de ser apenas creditado como coprodutor, e pensou em abrir um processo por conta própria, mas acabou abandonando a ideia.

## Estrutura musical

### Musicalidade e letras
"Na música que Lauryn escreve e produz, ela funde um som orgânico e de elementos do reggae clássico e do soul, com a batida de fundo do rap e a aspereza do blues e do gospel. Mas muitos ficaram impressionados com as letras, revelando histórias tão pessoais que, embora tenham começado como músicas para outras pessoas, simplesmente tiveram que se tornar um álbum solo. Nenhum projeto solo foi planejado, mas Lauryn começou a sentir que estava distribuindo pedaços ou capítulos de um livro sobre si mesma e decidiu mantê-los."

— Carey dando as suas considerações sobre a inspiração principal por detrás de "Underneath the Stars".
No âmbito musical, The Miseducation of Lauryn Hill é predominantemente considerado um álbum de neo soul, hip-hop e R&B. Apesar disso, inclui elementos de gêneros como soul e reggae, com algumas músicas baseadas no hip-hop soul. Hill disse que "não queria lançar o mesmo tipo de som [do Fugees]", mas criar "algo que fosse único e muito nitidamente um álbum de Lauryn Hill". Ela também disse que não tinha a pretensão de criar algo que fosse comercialmente atraente: "Há muita pressão para ter sucessos hoje em dia. Os artistas estão prestando mais atenção na Billboard do que em se explorar. Olhe para alguém como Aretha [Franklin], ela não fez sucesso com seu primeiro álbum, mas conseguiu crescer e se encontrar. Eu queria fazer música honesta. Não gosto que as coisas sejam muito perfeitas ou muito polidas. As pessoas podem me criticar por isso, mas cresci ouvindo Al Green e Sam Cooke. Quando eles atingiam uma nota alta, você realmente sentia aquilo".
Muitas das letras da obra abordam temas como maternidade, Fugees, reminiscência, amor, desgosto e Deus, com vários críticos caracterizando-o como uma obra de rap progressivo devido ao seu lirismo. Comentando sobre o conteúdo cristão do álbum, a intérprete revelou que lia frequentemente a Bíblia, da qual buscava inspiração. Enquanto isso, faixas como "Lost Ones", "Ex-Factor", "Superstar" e "Forgive Them Father" foram amplamente especuladas como ataques diretos aos colegas do Fugees, Jean e Pras. A música do disco mesclam também o coral de igreja protestante, tão significante aos negros estadunidenses. Ela define as letras como um compilado de experiências que a cercam enquanto mulher negra, mãe e rapper. Embora interpretado majoritariamente em inglês, "Lost Ones" e "Forgive Them Father" apresentam versos em patoá; um dialeto comum na Jamaica. O biógrafo Chris Nickson acentuou a progressão vocal de Hill desde The Score, tanto pela expansão de seu alcance quanto por sua versatilidade musical adquirida, especificamente em "To Zion", "When It Hurts So Bad" e "The Miseducation of Lauryn Hill", que a autora Kathy Iandoli atribuiu à gravidez da rapper.
Ao longo de The Miseducation of Lauryn Hill, vários interlúdios de um professor, falando para o que está implícito ser uma sala de aula com crianças, são tocados. O professor foi retratado pelo poeta e político americano Ras Baraka, que foi gravado falando para um grupo de crianças na sala de estar da casa de Hill em Nova Jérsei.  A rapper solicitou que Baraka falasse com as crianças sobre o conceito de amor, ao qual ele improvisou na palestra. Em uma análise retrospectiva, o escritor da Pitchfork, Carvell Wallace, observou a intérprete se educando sobre diferentes tipos de amor: amor a Deus por meio do amor materno em "To Zion", amor aos outros e seus incômodos em "When It Hurts So Bad" e, finalmente, amor a si mesma na faixa-título. Em relação à influência de The Mis-Education of the Negro, Hill "adota a tese de Woodson e a torna parte de seu próprio processo artístico. Como as próprias músicas, as cenas de introdução/encerramento da sala de aula sugerem uma comunidade maior trabalhando para se redefinir".

### Canções

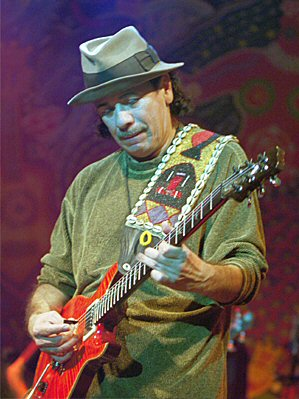
Carlos Santana toca guitarra em "To Zion".

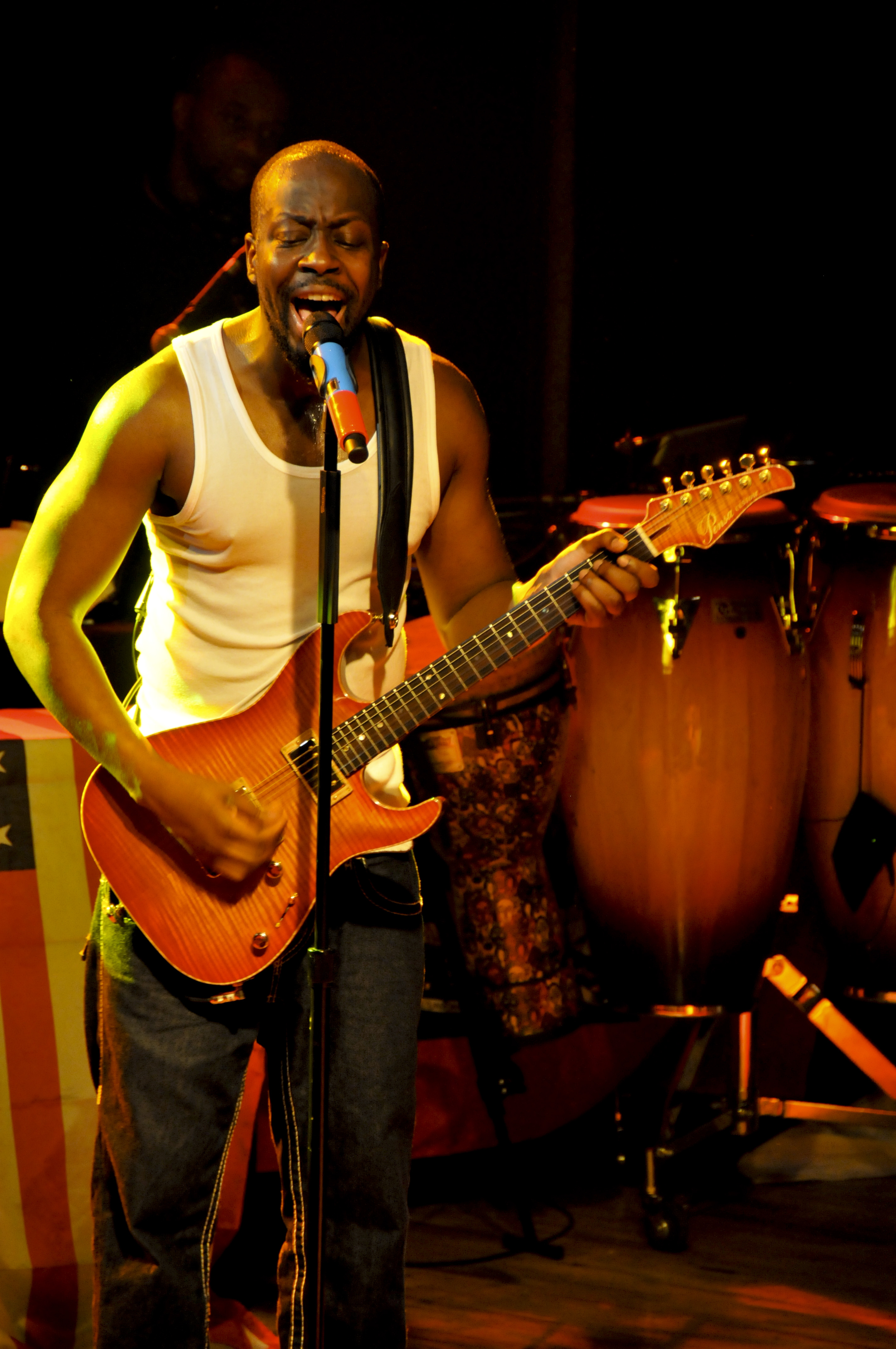
A relação de Hill com Wyclef Jean (foto) é inspiração para algumas canções.

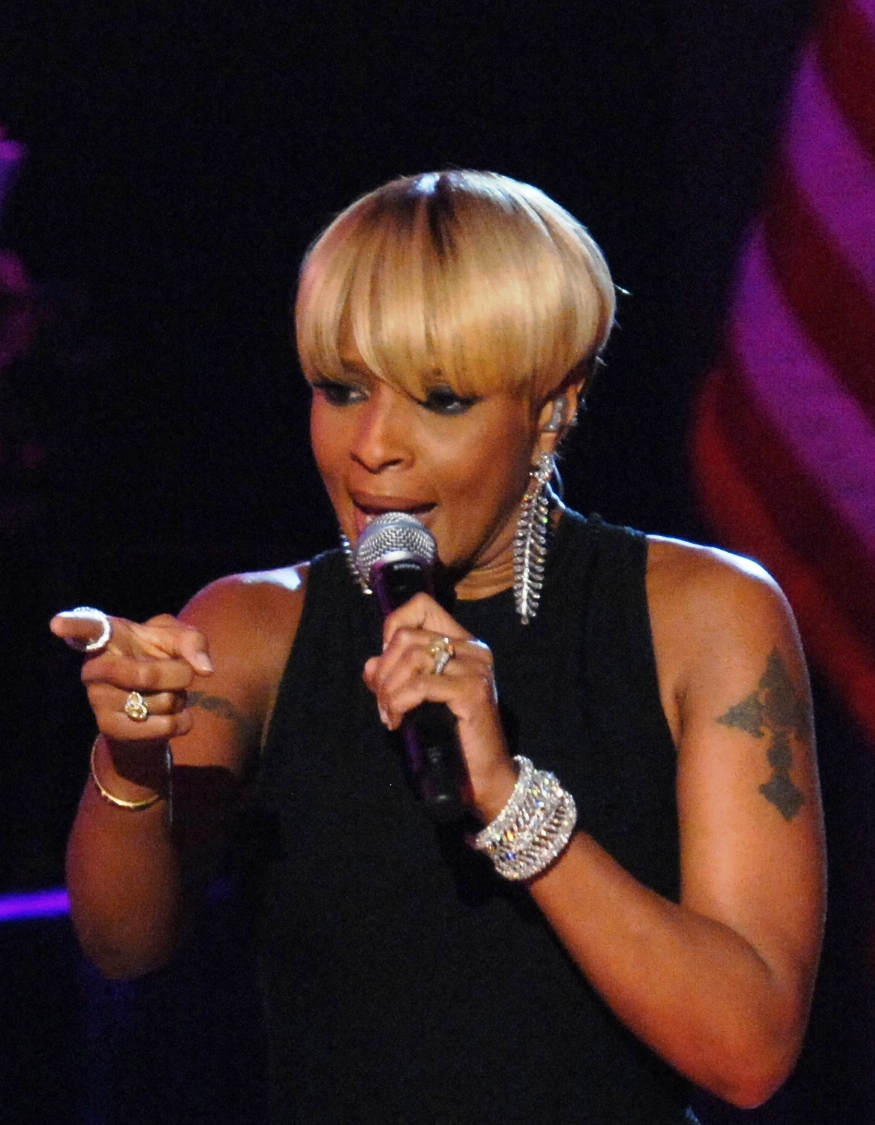
"I Used to Love Him" é um dueto com Mary J. Blige.

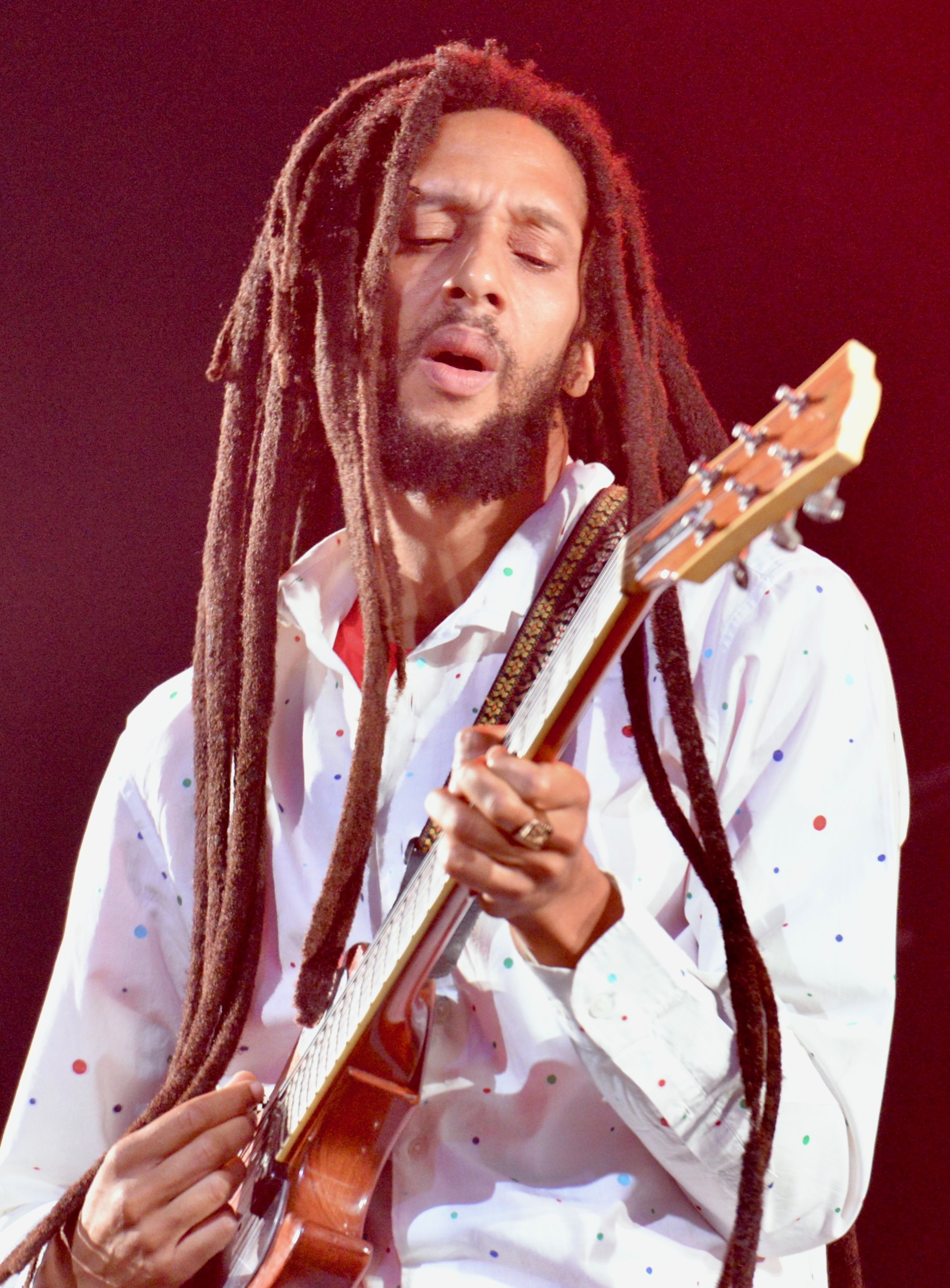
Julian Marley (foto) foi um dos vários membros da família de Bob Marley que participou das sessões de gravação do álbum na Jamaica.

The Miseducation of Lauryn Hill abre com uma introdução falada, apresentando Baraka como o professor fazendo uma chamada, com Hill sendo o único aluno ausente na aula. A primeira música é "Lost Ones". Musicalmente, funde hip-hop com reggae e é construído em torno de um forte trabalho de uma caixa de ritmos. Seu gancho contém interpolações de "Bam Bam" (1982), de Sister Nancy. Apesar de seu som, Hill definiu a música como uma faixa gospel devido ao seu conteúdo lírico, que se concentra no conceito de carma. Ao passo em que "Lost Ones" discute a dissolução de seu relacionamento de trabalho com Jean, "Ex-Factor" aborda o fim do relacionamento pessoal entre eles, que enquanto namoravam, ele próprio mantinha um casamento com outra mulher. O jogo de palavras com o nome da faixa provindo do "fator X", em tradução para o português, e a palavra "ex", provoca a perspectiva de um relacionamento em que não havia afeto por parte de um dos lados, mas quando o rompimento se aproximava, ele faria de tudo para que isso não acontecesse, como diz um trecho: "Diga-me quem eu tenho que ser / Para obter alguma reciprocidade / Veja, ninguém te ama mais do que eu / E ninguém nunca amará". Um número de soul influenciada por canções dos anos 1960, recebeu comparações com trabalhos de Minnie Riperton e Aretha Franklin. Ele repete elementos de "Can It Be All So Simple" (1993), do Wu-Tang Clan, e termina com um solo de guitarra de Johari Newton.
"To Zion", uma das faixas mais introspectivas do álbum, é dedicada ao, na época, recém nascido Zion, neto de Bob Marley. Na música, a intérprete abraça seu lado mais vulnerável e aborda como a alegria em ter um filho é maior do que a própria carreira musical. Em um trecho, cita suas incertezas na gravidez e que, em algumas ocasiões, houve quem achasse que era uma decisão estúpida dar a luz no seu auge artístico: "Eu sabia que vida dele merecia uma chance / Mas todo mundo me disse para ser inteligente / Olhe para sua carreira, eles disseram / Lauryn, querida, use sua cabeça / Mas em vez disso, eu escolhi usar meu coração". A canção possuí a participação de Carlos Santana, aclamado guitarrista mexicano que a rapper admirava quando criança, sendo um hip-hop instrumentado por uma guitarra espanhola. Musicalmente uma "curta viagem pela música negra", "Doo Wop (That Thing)" funde harmonias doo-wop, metais soul, hip-hop contemporâneo e trabalho de um toca-discos antes de fazer a transição para um refrão no estilo R&B. Liricamente, aconselha as mulheres a se valorizarem, não se envolvendo em relacionamentos com homens enganadores ou sucumbindo a tendências superficiais, ao mesmo tempo em que critica os homens que tentam retratar um falso estilo de vida de riqueza e poder.
Embora seja uma faixa que entrelaça R&B, hip-hop e soul, "Superstar" contém uma interpolação da canção de rock "Light My Fire", de The Doors, contra um fundo de percussão, cravo e harpa. A sua letra transmite a mensagem para os ambiciosos pela fama e que gastam o que ganham com futilidades e uma má gestão monetária que os levam à falência. O verso "Vamos, baby, acenda meu fogo / Tudo que você deixa cair é tão cansativo / A música deveria inspirar / Como é que não estamos chegando mais alto?", é uma homenagem à faixa "Light My Fire" (1967), do grupo The Doors, que faz referência a política de alguns rappers em lançarem seus trabalhos sem fazerem jus ao sentido artístico da música, ou seja, para essas pessoas, a arte é apenas uma forma rápida de ganhar mais dinheiro. Descrita como uma mescla de jazz e hip-hop acompanhada de flauta, "Final Hour" adverte contra a indulgência hedonista e, em vez disso, defende o foco no destino de alguém na vida após a morte, ao mesmo tempo que contém alusões bíblicas. "When It Hurts So Bad" funde reggae, soul tradicional e R&B, ao mesmo tempo que detalha a angústia causada por um amor não correspondido, quando somos confrontados com uma paixão que já morreu, pelo menos, de uma das partes. Quando chega ao fim, a aula de fundo volta debatendo sobre amor.
"I Used to Love Him", um dueto com Mary J. Blige, segue a protagonista que agora está refletindo desapaixonadamente sobre o relacionamento concluído de uma maneira autocrítica. As intérpretes são acompanhadas por um coro de vocalistas de fundo influenciado pelo gospel. A crença religiosa de Hill mostra-se bem presente em "Forgive Them Father", uma frase bíblica que deu o mote para o décimo tema. Entre harmonias, baixos, e guitarras, a rapper tenta consciencializar os ouvintes para estarem mais atentos ao próximo e para espalharem alegria e bondade; é uma referência a "Concrete Jungle" (1978), de Bob Marley and the Wailers. Nickson observou uma narrativa construída através da ordem das faixas de The Miseducation of Lauryn Hill, chamando "I Used to Love Him" tematicamente de um "sucessor lógico" de "When It Hurts So Bad", enquanto a "ideia de pedir perdão a Deus [em "Forgive Them Father"] fluiu naturalmente" de "I Used to Love Him". O tema é descontinuado em "Every Ghetto, Every City", que vê Hill relembrar sua infância e adolescência no bairro em que cresceu. É uma música agridoce, já que é abordado as dificuldades pelas quais ela passou. Uma faixa funk que lembra "Living for the City" (1973), gravada por Stevie Wonder, repete elementos de "Tony Poem" (1977), de David Axelrod, e "Jack Your Body" (1986), de Steve "Silk " Hurley.
Embora uma grande parte das canções de amor em The Miseducation of Lauryn Hill acabasse sendo amargas devido ao relacionamento anterior da intérprete, "Nothing Even Matters" apresentou uma perspectiva mais brilhante e íntima sobre o assunto. É uma colaboração com D'Angelo, que também toca piano elétrico. Foi inspirada no relacionamento dela com Rohan Marley. Falando sobre suas letras, ela comentou: "Eu queria fazer uma canção de amor, à la Roberta Flack e Donny Hathaway, e dar às pessoas uma abordagem humanística para amar novamente sem toda a fisicalidade e sexualidade aberta". "Everything Is Everything" que traz memórias sobre algo que teve fim. Em um dos versos, ela diz que às vezes podemos estar sentindo que estamos com o jogo perdido sem nem mesmo começar, e que isso gera uma confusão dentro de nós, mas que no final tudo tem que ser o que é para que as coisas entrem em ordem. Instrumentada por um Órgão Hammond, piano e cordas, incentiva o autoexame e a busca do destino individual, rotulando a educação tradicional como insuficiente. O disco também inclui duas faixas ocultas. A regravação da música "Can't Take My Eyes Off You", de Frankie Valli, funde o soul dos anos 1960 com o hip hop contemporâneo, apresentando beatboxing, e oferece uma visão otimista sobre o tema recorrente no álbum, o amor. Nickson descreveu a guitarra fingerstyle em "Tell Him" como "uma oração que foi cantada, quase um louvor", reconhecendo-a como dedicada a Deus, ao filho da intérprete, Zion David, e a Rohan Marley.

## Arte, lançamento e promoção

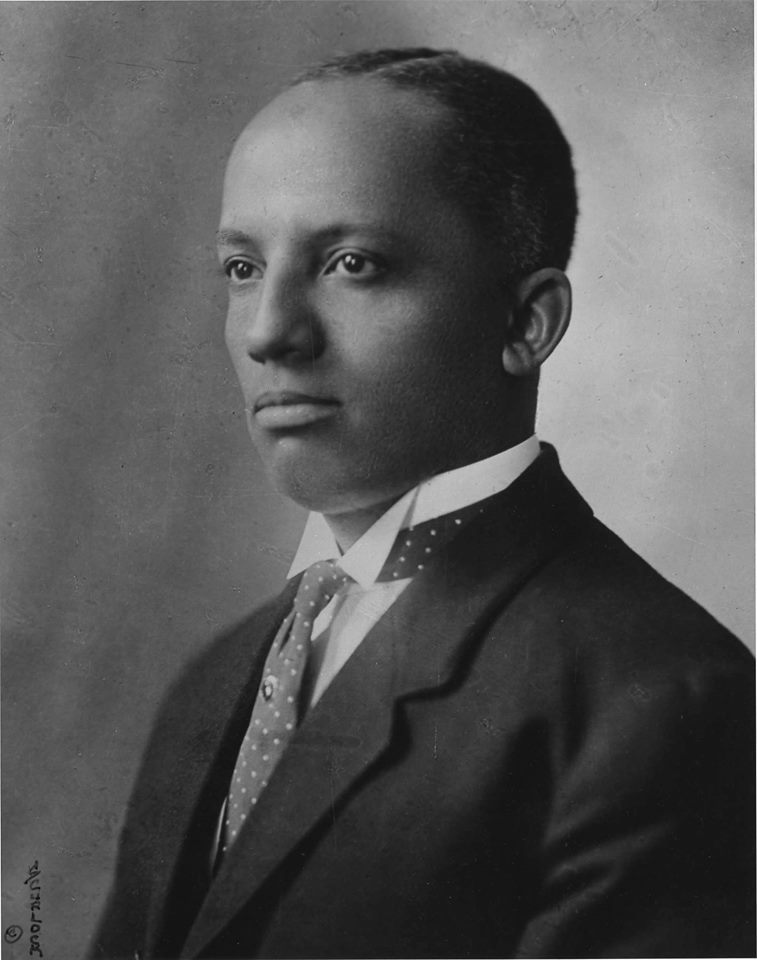
O título do álbum foi inspirado no livro The Mis-Education of the Negro (1933), escrito por Carter G. Woodson (foto).

Já tendo se estabelecido como um diretor de arte viável na Sony Music, Erwin Gorostiza foi selecionado para gerenciar a direção de arte de The Miseducation of Lauryn Hill. Como ele concluiu que Hill estava envolvida com suas imagens mais do que qualquer outro artista com quem ele já havia trabalhado anteriormente, ele insistiu que ela recebesse o crédito de direção de arte igual ao dele. Gorostiza logo alistou o fotógrafo Eric Johnson para as fotos que ilustram o material. Inspirada pelo romance autobiográfico de Sonny Carson, The Education of Sonny Carson, e sua adaptação cinematográfica de 1974, a rapper originalmente queria intitular o álbum com esse nome. No entanto, seus colaboradores pediram algo mais "autodepreciativo". Ela então optou por  The Miseducation of Lauryn Hill inspirada no livro The Mis-Education of the Negro (1933), escrito por Carter G. Woodson.
Para combinar com seu título e conceito, Hill decidiu definir a sessão de fotos para o encarte do projeto na Columbia High School, sua alma mater. Embora houvesse inúmeras imagens fotografadas dentro de uma sala de aula, um corredor, um banheiro e um ônibus escolar, uma imagem em close-up da rapper foi escolhida para ser retocada, buscando parecer que foi esculpida em uma mesa de madeira, para estampar a capa do álbum. A imagem mostra o seu rosto escavado numa cadeira tradicional de colégio, simbolizando a sua não-educação no sentido de não digerir as coisas como são e buscar fazer a sua própria revolução, como sugerem as letras das canções. Foi incluída em várias listas das melhores capas de discos de hip-hop e R&B de todos os tempos. O tema do ensino médio foi mantido nos teasers promocionais televisionados do projeto.
The Miseducation of Lauryn Hill foi liberado pela primeira vez, no Japão, em 19 de agosto de 1998. Só no dia 25, começou a ser distribuído também nos EUA, e em outros países ao longo do mês seguinte. Para promovê-lo, uma estratégia altamente concentrada na mídia impressa foi desenvolvida, com Hill aparecendo nas capas de revistas, como Details, Essence, GQ, Harper's Bazaar, Honey, Interview, The New York Times Magazine, Rolling Stone, The Source, Teen People, Time, e Vibe. O seu publicitário, Miguel Baguer, pressionou as publicações de moda a reconhecer a artista como "uma disruptiva cultural e uma garota de capa". Ela também investiu em seu estilo para as fotos, imaginando mechas douradas em seu cabelo para sua aparição na Details, já que ela e sua equipe de estilo "não sucumbiam à definição de beleza do mainstream". A editora do CR Fashion Book, Faith Brown, observou retrospectivamente que Hill se estabeleceu como um ícone da moda durante o ciclo promocional de The Miseducation of Lauryn Hill. A artista divulgou ainda mais o projeto por meio de apresentações televisionadas no Saturday Night Live e no Billboard Music Awards em dezembro. "To Zion" foi executado, ao lado de Santana, durante a 41ª edição dos Grammy Awards, ocorrido em 24 de fevereiro de 1999. Em 9 de setembro, nos MTV Video Music Awards daquele ano, deu voz a "Everything Is Everything" e "Lost Ones". Além disso, ela interpretou "Final Hour" no The Source Hip-Hop Music Awards em 18 de agosto.

### Singles
A Ruffhouse Records enviou um single promocional de "Lost Ones" para estações de rádio selecionadas; a música conseguiu veiculação suficiente para chegar à posição 27 na parada segmentada R&B/Hip-Hop Airplay. "Can't Take My Eyes Off You" — que apareceu originalmente no filme Conspiracy Theory de 1997 —, começou a receber veiculação pesada não solicitada, levando-a a alcançar os dez primeiros lugares no Hot 100 Airplay; consequentemente, a música foi adicionada em The Miseducation of Lauryn Hill como uma faixa oculta. O primeiro single oficial do álbum, "Doo Wop (That Thing)" foi então lançado em 10 de agosto de 1998, estreou direto no topo da tabela estadunidense Billboard Hot 100, tornando-se a primeira faixa de hip hop e de uma rapper feminina a atingir esse feito, bem como a única da carreira de Hill.
Stephanie Gayle, diretora sênior de marketing da Columbia Records, analisou retrospectivamente: "'Lost Ones' deu o tom de como Lauryn, a artista solo, seria recebida nas rádios negras (e em qualquer lugar onde o hip-hop estivesse sendo tocado). Mas 'Doo Wop (That Thing)' disse ao mundo que não havia nenhum lugar onde esta jovem negra não fosse ouvida". O videoclipe da música foi dirigido por Monty Whitebloom e Andy Delaney, Bigtv, e filmado em Washington Heights, em Manhattan, na cidade de Nova Iorque, com o vídeo mostrando duas versões da intérprete cantando lado a lado em uma festa de quarteirão. O segundo foco de promoção do registro, "Ex-Factor", obteve um desempenho comercial moderado, embora tenha chegado até a posição 21 na Billboard Hot 100 e a sétima na Hot R&B/Hip-Hop Songs. Internacionalmente, alcançou os cinco primeiros postos na parada da Islândia e do Reino Unido. Por fim, "Everything Is Everything" encerrou a divulgação do projeto. Posicionou-se no número 35 da Billboard Hot 100. Seu videoclipe retrata Hill nas ruas da cidade de Nova Iorque, que é vista como um enorme disco de vinil em um toca-discos girando e reproduzindo a música.

### Turnê

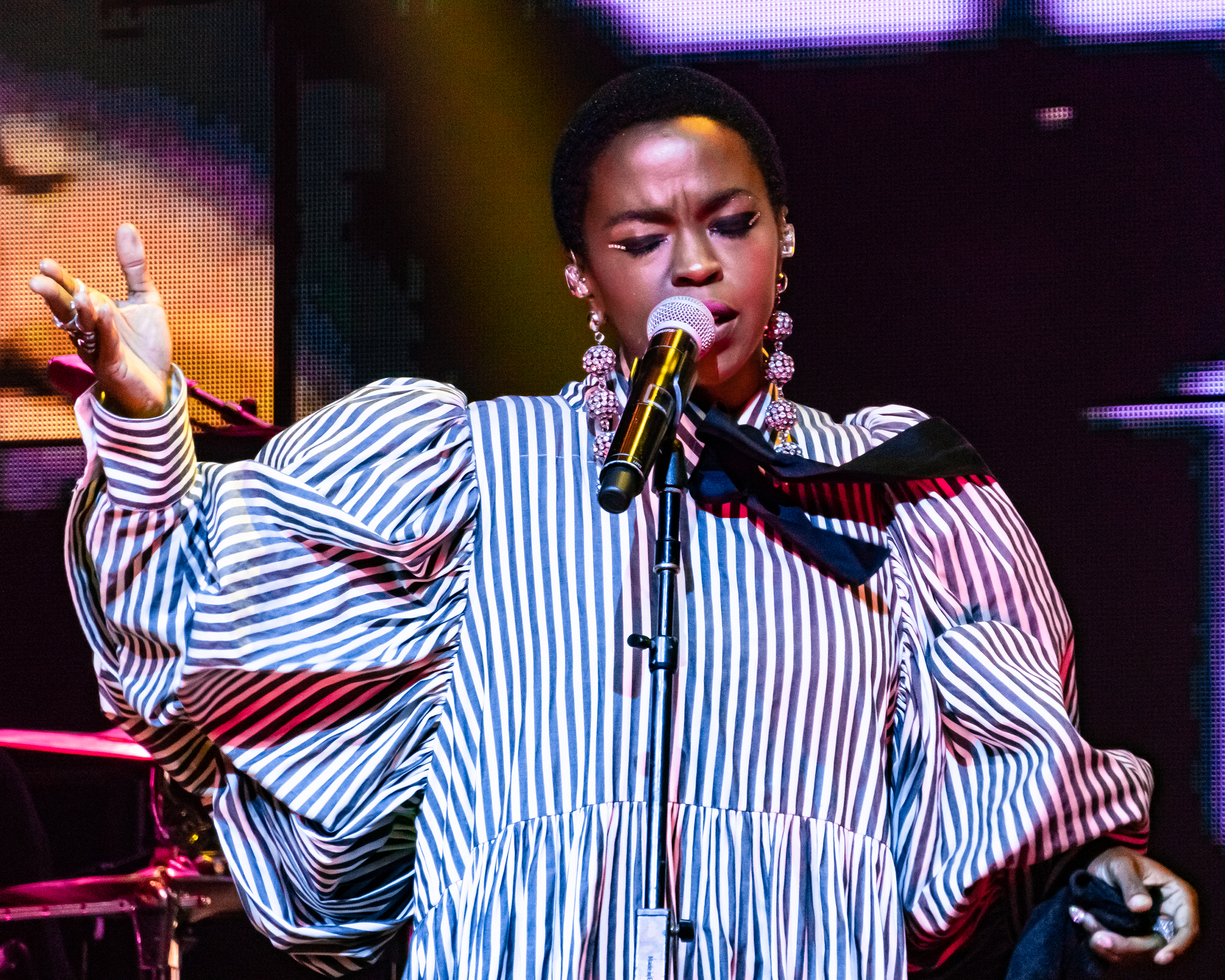
Hill se apresentando durante a The Miseducation of Lauryn Hill 20th Anniversary Tour em 2019

Inicialmente, não havia nenhuma turnê imediatamente planejada em apoio a The Miseducation of Lauryn Hill, devido ao álbum não precisar de mais promoção e Hill estar grávida de seu segundo filho Selah, a quem ela deu à luz em novembro de 1998. Em janeiro de 1999, no entanto, ela recrutou uma banda e começou a ensaiar para o que se tornaria a The Miseducation Tour. Os ingressos esgotaram assim que a digressão foi anunciada, que incluiu três apresentações no teatro do Madison Square Garden. Na época, o The Los Angeles Times considerou que, "possivelmente, seria a turnê mais bem sucedida de um artista de hip-hop". Participantes notáveis incluíram Harrison Ford, Natalie Portman, Casey Affleck, Nina Simone, John Galliano, Rosie O'Donnell, Mary J. Blige, Sean Combs, e a então adolescente Adele. Participaram como bandas de abertura: Outkast, Busta Rhymes, e the Roots. De acordo com o empresário do OutKast, Michael "Blue" Williams, a digressão ajudou a estabelecer o grupo como artistas itinerantes, dizendo: "Depois disso, nunca mais cobramos menos de 100 mil dólares por show. Isso porque chegamos na frente dos 12 milhões de fãs de Lauryn, que eram fãs de hip hop e pop, e eles se tornaram [também] fãs do Outkast".
A Miseducation Tour começou no Nippon Budokan em Tóquio em 21 de janeiro de 1999. A rapper se apresentou lá novamente na noite seguinte e tocou em outros dois locais da cidade na próxima semana. Ela então voou para Londres para um concerto na Brixton Academy em 5 de fevereiro. A etapa estadunidense, com 20 datas, que contou com Outkast como ato de abertura, começou em 18 de fevereiro em Detroit e terminou em 1º de abril na cidade natal de Hill, Newark. Ela começou a etapa europeia, de 14 datas, em 13 de maio, quando se apresentou no Oslo Spektrum na Noruega, terminando em 2 de junho na Manchester Arena no Reino Unido. Hill retornaria aos EUA, realizando 10 shows ao longo de julho e agosto, com Busta Rhymes como ato de abertura. Então retornou ao Japão, onde a turnê foi concluída. O show de 7 de setembro em Tóquio foi gravado e, em novembro de 2020, lançado no álbum ao vivo Live in Tokyo, Japan '99. Hill não queria uma digressão extensa por causa das obrigações com sua família e das dificuldades que ela teve ao fazer uma turnê com os Fugees em 1996, que ela se sentiu dessensibilizada e solitária. De acordo com Chris Nickson, "havia a possibilidade de mais datas serem adicionadas [...] mas era improvável que Lauryn estivesse disposta a tornar a turnê mais cansativa e desgastante. Ela descobriu que havia muito mais na vida do que uma carreira".
A Miseducation Tour foi co-patrocinada pela marca de luxo italiana Armani. A marca americana de jeans Levi Strauss & Co. também a patrocinou e vendeu uma roupa desenhada por Hill em seu site, o que ajudou a melhorar as vendas em declínio da empresa. Esses patrocínios marcaram um conceito relativamente novo na época, que se afastou das tradicionais colaborações de marca baseadas em jingles. Thembisa Mshaka, da Okayplayer, enfatizou a importância dos patrocínios para artistas negros, escrevendo: "As parcerias da marca Fortune 500 com músicos negros que são onipresentes hoje, foram semeadas pelo sucesso da estreia solo de Lauryn". As roupas usadas durante o espetáculo foram exibidas durante exposições no Rock and Roll Hall of Fame e Met Gala. Em 2019, Andscape nomeou a Miseducation Tour como a maior turnê  de todos os tempos de uma artista feminina de hip-hop. Embora a rapper tenha feito uma extensa digressão em apoio a The Miseducation of Lauryn Hill, ela não havia tocado o álbum ao vivo na íntegra até agosto de 2011, 13 anos após seu lançamento, quando ela co-liderou o festival anual de hip-hop Rock the Bells. Suas apresentações foram recebidas com uma recepção mista, com alguns criticando suas alterações nos arranjos das músicas. Hill continuou mudando arranjos e andamentos das faixas em shows subsequentes, justificando: "Não há como eu continuar a tocar as mesmas músicas repetidamente enquanto as estiver tocando sem alguma variação e exploração". Surgiram especulações sobre a artista ser proibida de tocar versões originais após o processo que recebeu de New Ark, o que ela refutou.
Em abril de 2018, Hill anunciou a The Miseducation of Lauryn Hill 20th Anniversary Tour, com sua primeira etapa norte-americana programada para começar em Virginia Beach em 5 de julho e terminar em St. Louis, Missouri, em 5 de outubro. Nos meses anteriores à turnê, Hill se apresentou em uma infinidade de festivais em todo o mundo. Como a data de Virginia Beach foi adiada e finalmente cancelada, a digressão começou em Boston em 11 de julho. Entre os artistas que serviram como como abertura estão M.I.A., Santigold, ASAP Rocky, SZA, Big Boi, De La Soul, Busta Rhymes e Talib Kweli. Revendo a passagem por Portland, o editor Eric Diep da Billboard elogiou o repertório e a entrega de versos "afiada" de Hill. A digressão foi posteriormente estendida para a Europa, com a etapa começando em Bruxelas, Bélgica, em 18 de novembro, e terminando em Estocolmo, Suécia, em 10 de dezembro. Em uma análise do show na Arena Birmingham, publicada pelo The Guardian, Kitty Empire criticou as alterações nos arranjos da músicas, mas elogiou a presença de palco "lúcida e engajada" da intérprete. Apesar dos comentários favoráveis às apresentações da rapper, seus atrasos frequentes provocaram reações negativas do público e da crítica. A controvérsia se intensificou em fevereiro de 2019, quando visitou a Austrália, com Hill notoriamente mais de uma hora atrasada para seu show em Sydney e parecendo doente demais para se apresentar. Apesar disso, a artista continuou a turnê até o final de setembro, com etapas na África e América do Sul, e em festivais pela América do Norte e Europa.
Em agosto de 2023, Hill anunciou uma nova digressão em celebração aos 25 anos de lançamento do disco, com datas iniciais abrangendo de 8 de setembro a 9 de novembro de 2023, em toda a América do Norte e Oceania. Com os Fugees como banda de abertura para as datas na América do Norte, também serviu como a turnê de reunião do grupo. Em outubro, ela anunciou 10 shows adicionais. No mês seguinte, no entanto, adiou as datas restantes até 2024 devido a uma lesão vocal. As datas adiadas foram posteriormente incorporadas a uma nova turnê, The Celebration Continues Tour, que é co-encabeçada com os Fugees para homenagear The Score, além de The Miseducation of Lauryn Hill. No entanto, em 7 de agosto, a rapper emitiu uma declaração elaborando o cancelamento abrupto da etapa norte-americana no dia anterior, citando baixas vendas de ingressos, que ela atribuiu ao sensacionalismo da mídia sobre os adiamentos em novembro de 2023.

## Recepção

### Crítica profissional
| Críticas profissionais | Críticas profissionais |
| Avaliações da crítica  | Avaliações da crítica  |
| Fonte                  | Avaliação              |
| ---------------------- | ---------------------- |
| Entertainment Weekly   | A                      |
| The Guardian           | [ 140 ]                |
| O Globo                | [ 141 ]                |
| Los Angeles Times      | [ 142 ]                |
| Melody Maker           | [ 143 ]                |
| NME                    | 8/10                   |
| Pitchfork              | 8/10                   |
| Q                      | [ 146 ]                |
| Rolling Stone          | [ 56 ]                 |
| Spin                   | 9/10                   |

The Miseducation of Lauryn Hill foi recebido com grande aclamação por parte da crítica especializada em música contemporânea. De acordo com o jornalista do Los Angeles Times, Geoff Boucher, foi o álbum mais aclamado de 1998, com os profissionais frequentemente elogiando a apresentação de Hill da perspectiva de uma mulher sobre a vida e o amor. Eric Weisbard, da Spin, o chamou de "gênero duplo" cujo canto e rap confiantes da artista eram equilibrados por temas vulneráveis e sentimentais. Escrevendo no The New York Times, Ann Powers considerou "milagroso" e "excepcional" para Hill usar "sua fé, baseada mais na experiência e no sentimento do que na doutrina", como um meio de conectar "o sagrado ao secular na música que toca a essência da alma". John Bush, do banco de dados AllMusic, ficou impressionado com a artista produzindo a maior parte do álbum "não como um disco crossover, mas como uma coleção de declarações abertamente pessoais e políticas", ao mesmo tempo em que demonstrava "talentos de interpretação, alcance vocal e inteligência de composição". David Browne, escrevendo na Entertainment Weekly, o adjetivou de "um álbum de poder, força e sentimento muitas vezes surpreendentes", considerando-o "um dos raros álbuns de hip-hop soul" a não perder o foco com participações especiais frívolas. Browne aplaudiu a visão artística de Hill e enalteceu-a por "fluir facilmente do canto para o rap, evocando o passado enquanto forjava um futuro próprio". Dream Hampton, do The Village Voice, avaliou que Hill perfeitamente "viaja por seu reino dentro de qualquer música", enquanto o jornalista do Chicago Tribune, Greg Kot, considerou o disco um "pilar de força vocal" com arranjos que são "cheios de grandes ideias". Para um editor da XXL "não apenas posiciona [Hill] como a voz mais emocionante de uma nação jovem e progressiva do hip-hop, mas também eleva os padrões para ela", com o álbum sendo o primeiro a receber uma classificação pela revista.
Silvio Essinger, do Jornal do Brasil, também se pronunciou positivamente em relação ao material alegando que, sua intérprete, "além de rappear com destreza e cantar com alma a moça estreia solo revelando-se também uma excelente compositora e produtora: o disco é sem dúvida o grande lançamento da black music do ano". Em uma crítica menos entusiasmada para o jornal O Globo, Antonio Carlos Miguel — apesar de tê-lo definido como um disco de "letras políticas, cheia de boas intenções e musicalidade rasteira" —, achou que com ele a intérprete não conseguiria passar apenas de uma promessa. Para a Q, Dom Phillips analisou que a única falha da obra era "a falta de melodia memorável" em algumas músicas que não usavam samples interessantes. John Mulvey, da revista britânica NME, criticou o que ele sentiu serem interlúdios fúteis, a "propensão" de Hill para o histrionismo e declarações de "quão brilhante Deus é" em um álbum "para convencer os céticos de que o R&B do final dos anos 90 é capaz de se comparar aos seus precedentes clássicos dos anos 60 e 70". Neil Lieberman, da Pitchfork, achou algumas das baladas tediosas e as melodias "bregas". Citando "Lost Ones" e "Superstar" como destaques, o editor musical do The Village Voice, Robert Christgau, classificou-o como o "disco PC do ano", descrevendo seu conteúdo como "músicas suaves, canto comum, rap habilidoso, rimas para cima e para baixo". Também do Los Angeles Times, Soren Baker acreditava que a intérprete era mais eficaz como uma rapper crítica do que uma cantora nas canções mais emocionais, onde sua voz era "muito fina para interpretar temas tão pesados".

### Reconhecimento

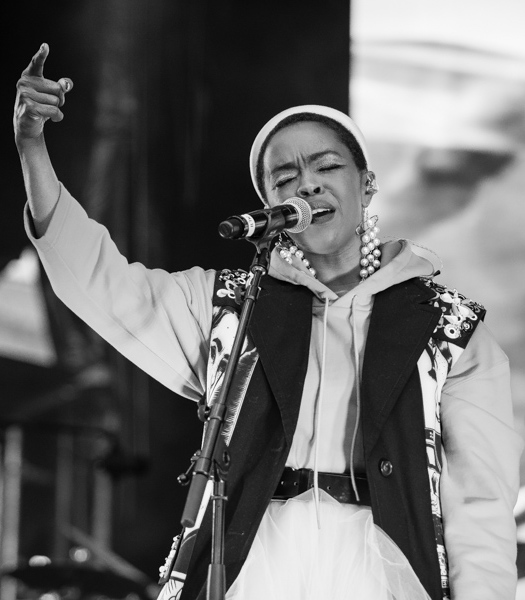
Hill se apresentando durante um concerto da turnê The Miseducation of Lauryn Hill 20th Anniversary Tour, em 2019.

The Miseducation of Lauryn Hill e suas faixas foram indicadas para uma infinidade de prêmios da indústria da música, vencendo a maioria. Nos Billboard Music Awards de 1998, ganhou o troféu de Álbum de R&B do Ano, com base em seu desempenho nas paradas da Billboard. Em 1999, Hill esteve entre os maiores vencedores dos NAACP Image Awards com quatro láureas, incluindo Álbum de Destaque para The Miseducation of Lauryn Hill, e o Prêmio do Presidente por "conquista especial na promoção da causa dos direitos civis e do serviço público". As 10 indicações da rapper a 41.ª cerimônia dos Grammy Awards marcaram o maior número de indicações para uma mulher a este prêmio em uma única cerimônia. Ganhando cinco delas, Hill se tornou a artista feminina com mais vitórias em uma mesma edição. Entre as nomeações vencidas está a de Álbum do Ano; que converteu Hill no primeiro artista de hip-hop a recebe-lo e, por mais de 20 anos, também na única mulher negra. Esse último feito só foi quebrado por Beyoncé com Cowboy Carter (2024) em 2025. A obra também faturou o prêmio de Melhor Desempenho de R&B, enquanto sua intérprete recebeu o de Artista Revelação, bem como Melhor Canção de R&B e Melhor Performance Feminina de R&B por "Doo Wop (That Thing)". Foi a artista mais premiada nos Soul Train Music Awards, ganhando o prêmio de Melhor Álbum de R&B/Soul ou Rap do Ano e Melhor Álbum de R&B/Soul: Feminino por The Miseducation of Lauryn Hill, o Prêmio Sammy Davis Jr. de Artista do Ano: Feminino e o Prêmio Michael Jackson de Melhor Videoclipe de R&B/Soul ou Rap por "Doo Wop (That Thing)". Posteriormente ganhou o Source Hip-Hop Music Award e o Soul Train Lady of Soul Award, ambos de Álbum do Ano. Em 2000, nos American Music Awards, Hill foi honrada como a Artista Feminina Favorita de Soul/R&B, enquanto a obra foi reconhecida como Álbum Favorito de Soul/R&B. Internacionalmente, foi indicado para Melhor Álbum nos MTV Europe Music Awards de 1999 e Álbum Internacional do Ano nos NRJ Music Awards.
The Miseducation of Lauryn Hill constou em diversas listas compilando os melhores álbuns de todos os tempos por diferentes publicações. Foi considerado o melhor de 1998 na escolha de grande parte dos críticos, bem como a Rolling Stone e a Spin. No catálogo com os 20 melhores álbuns da década de 1990, a Spin posicionou-o no 28.º posto. Em 2003, a Rolling Stone o colocou na lista Mulheres no Rock: Os 50 Álbuns Essenciais. No mesmo ano, a revista posicionou-o na 314.ª colocação na sua lista dos 500 melhores de todos os tempos, creditando Hill por recuperar o soul dos anos 1970 e o popularizar dentro da cultura hip-hop. Já na atualização de 2021, foi posto na 10.ª ocupação, considerando: "Não é apenas um grande salto para Hill, é um grande salto para as mulheres em geral".
Foi posicionado entre os 200 discos definitivos do Rock and Roll Hall of Fame. Ao compilar os 150 Maiores Discos Feitos por Mulheres, a NPR o considerou o 2.º melhor, elogiando-o como uma "maravilha do começo ao fim". Já seus leitores o elegeram o terceiro. Foi incluído no livro 1001 Albums You Must Hear Before You Die, que apresenta os 1001 álbuns necessários de se ouvir antes de morrer. Em 2024 a Apple Music — ao reunir os 100 melhores discos da história —, colocou The Miseducation of Lauryn Hill na primeira posição. Um editor justificou que a obra "prova de que a intenção pura e a verdade emocional inabalável podem ser um caminho para a libertação de si mesmo. [...] Ela foi, e continua sendo, um talento único em uma geração, cuja inspiração e inovação podem ser ouvidas ao longo das décadas. Artistas esgotam longas discografias na esperança de uma obra coesa e ressonante o suficiente para remodelar a cultura e inscrever seu autor no panteão; Lauryn Hill conseguiu isso com apenas uma tentativa". A Biblioteca do Congresso declarou a obra ao Registro Nacional de Gravações para preservação nos Estados Unidos, por ser uma gravação "culturalmente, historicamente ou esteticamente significativa". Tornou-se a primeira gravação de rap de uma mulher a conseguir esse feito. Em 2017, a Universidade de Harvard o selecionou como um dos primeiros álbuns de hip-hop a serem preservados em sua biblioteca musical. Além disso, também foi coletado pelo Museu Nacional de História e Cultura Afro-Americana, enquanto a The Recording Academy o introduziu na classe do Grammy Hall of Fame em 2024.

## Legado

### Impacto na indústria

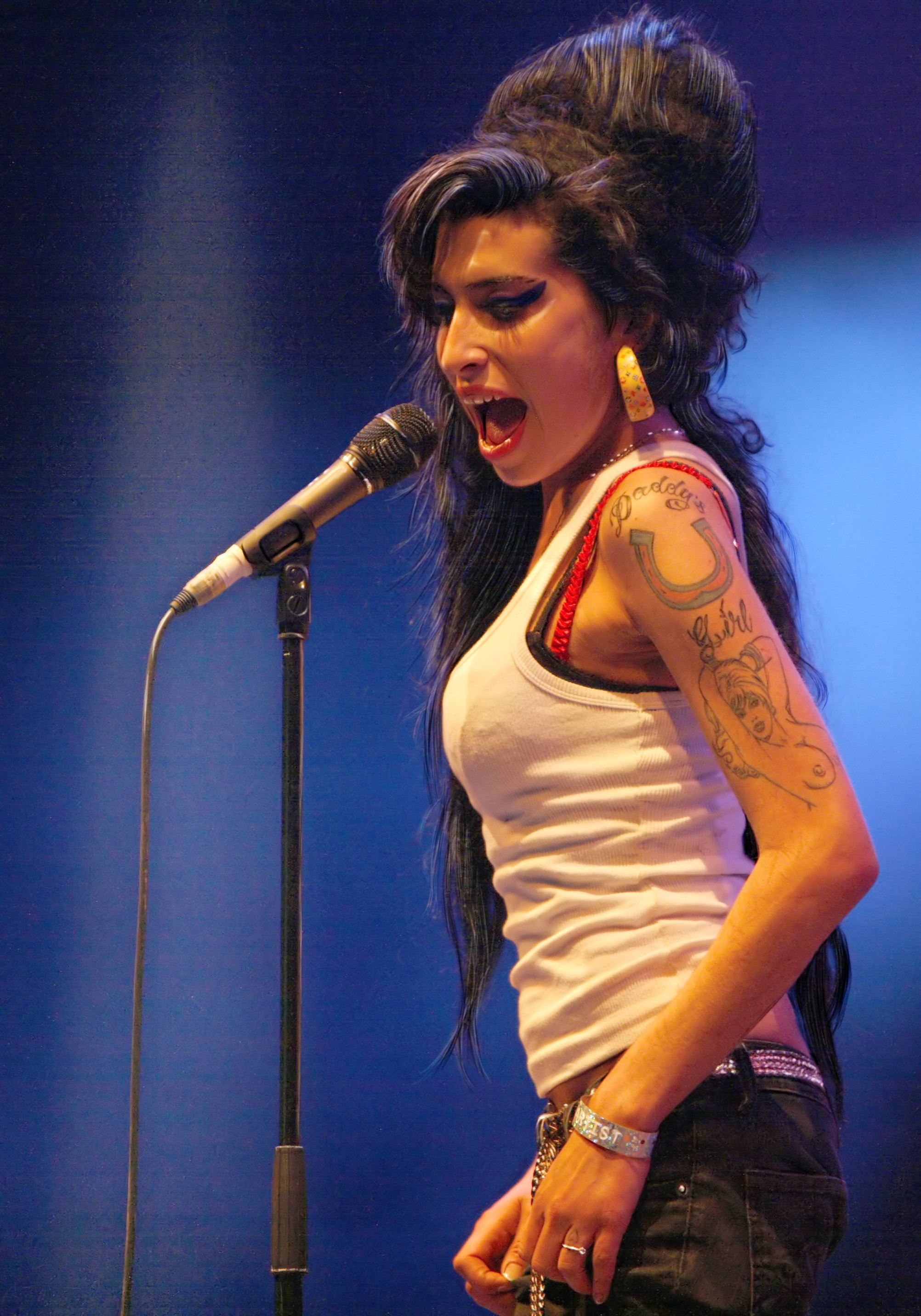
De acordo com Nick Shymansky, o sucesso de The Miseducation of Lauryn Hill, o levou a contratar Amy Winehouse (foto).

No The New York Times, Danyel Smith afirmou que The Miseducation of Lauryn Hill "arrastou o rap de volta para a terra dos vivos" após os assassinatos duplos de Tupac Shakur e Notorious B.I.G. Em  8 de fevereiro de 1999 Hill fez história ao tornar-se o primeiro rapper a estampar a capa da Time. De acordo com o executivo musical Clive Davis – as vitória da artista na 41.ª Grammy Awards –, ajudou a premiação a se tornar mais receptiva ao rap e ao hip-hop, enquanto o ex-editor sênior de música da  Amazon, Pete Hilgendorf, considerou que a vitória marcou o início "da progressão do R&B migrando para o hip-hop".
O radialista Ed Lover argumentou que The Miseducation of Lauryn Hill ofereceu uma perspectiva diferente de outras mulheres no hip-hop, que geralmente faziam rap sobre temas sexuais ou sobre ser "áspera", enquanto Redman enfatizou o empoderamento feminino e comparou o impacto das letras da obra ao das frases de Martin Luther King Jr. Jay-Z afirmou que ela "fez algo que vai resistir ao teste do tempo" com o disco, enquanto Cyndi Lauper comentou que "mudou tudo e todos. Lauryn Hill mudou a pauta. Ela começou um novo tipo de canto, pegando a igreja e o hip-hop e misturando-os com esse sentimento e voz incríveis". O artista de rap cristão Lecrae creditou o álbum e sua temática religiosa por apresentá-lo à música gospel. O empresário Nick Shymansky reconheceu que a obra o inspirou a procurar um artista semelhante a Hill, o que o levou a descobrir Amy Winehouse, que eventualmente começou a trabalhar em seu álbum de estreia Frank (2003) com o Commissioner Gordon.
The Miseducation of Lauryn Hill — junto com Brown Sugar (1995), de D'Angelo, Maxwell's Urban Hang Suite (1996), de Maxwell, e Baduizm (1997), de Erykah Badu —, é considerado um dos lançamentos mais importantes e definitivos da história da música neo soul. Não apenas creditado por trazer o gênero para a vanguarda da música de massa, mas também é o disco mais aclamado pela crítica popular desse segmento. Kyle Anderson, da MTV, enfatizou a influência da obra em artistas como Badu, Alicia Keys e Jill Scott. A Encyclopedia of African American Music (2010) observou que, embora algumas faixas sejam baseadas mais no hip-hop soul do que no neo soul, o disco está repleto de músicos ao vivo e harmonias em camadas, "e, portanto, é algo que define tendências que conecta o hip hop moderno, o R&B e a música soul clássica, criando bases para o que seguiu no gênero neo soul". Em conversa com o Los Angeles Times sobre o sucesso de Black Diamond (1999), de Angie Stone, o editor Emil Wilbekin, da Vibe, afirmou que The Miseducation of Lauryn Hill introduziu novas práticas no R&B contemporâneo e de como gravar com instrumentos ao vivo.

### Influência artística
De acordo com a Billboard, The Miseducation of Lauryn Hill "ensinou uma geração sobre o poder de expor sua alma por meio da música". No 15.º aniversário do álbum (2013), o rapper Nas o analisou para a XXL, saudando-o como um modelo a ser seguido por artistas de todos os gêneros. Ele ainda o rotulou como "um disco atemporal, música pura" e disse que "representa o período: um momento sério na música negra, quando jovens artistas estavam assumindo o controle e quebrando portas". Chris Mench, do Complex, analisou que "estabeleceu um novo padrão para as mulheres do rap, e até mesmo para o rap em geral", acrescentando que "sua influência se estende muito além das paredes do gênero hip-hop", enfatizando o impacto que teve nas respectivas artes de Lupe Fiasco, Kendrick Lamar, Adele, Amy Winehouse, e FKA Twigs. Para o editor David Opie, do portal Highsnobiety, The Miseducation educou "praticamente todos que gravaram música desde então", além de "inspirar tanto novos artistas quanto os veteranos do hip-hop". Escrevendo para o The Guardian, Kitty Empire chamou o álbum de um "cri de coeur revolucionário" e um predecessor de Lemonade (2016), de Beyoncé, e Dirty Computer (2018), de Janelle Monáe, proclamando que "canalizou algum aprendizado precioso para uma geração ou mais de mulheres jovens, negras e brancas; uma na qual uma artista ferozmente talentosa pregou autodeterminação e autorrespeito, autoconhecimento e obtenção do que lhe é devido". Na mesma publicação, Kelefa Sanneh anunciou-o como "o ponto alto do movimento hip-hop consciente".
No livro The Rough Guide to Rock (2003), o autor Peter Buckley saudou The Miseducation of Lauryn Hill como o "álbum crossover definitivo da era do hip-hop". Foi citado como um dos primeiros discos a misturar totalmente rap e canto, com a Genius considerando sua intérprete "a primeira artista a se destacar em ambos simultaneamente". Escrevendo para o The New York Times em 2018, Jon Caramanica notou a influência que essa fórmula teve em Drake, acrescentando: "Os rappers são cantores agora, a ponto de a estrutura do canto ter sido refratada quase totalmente pelas necessidades do hip-hop". Ao falar com a Pitchfork sobre o álbum, Vince Staples o chamou de "um corpo de trabalho clássico" e creditou Hill por seu estilo inovador de canto e rap, lirismo e arranjos. Janelle Monáe compartilhou um sentimento semelhante, argumentando que "era hip-hop e R&B, mas ninguém havia usado [a combinação] da maneira que ela fez. Ela criou algo que nunca havíamos experimentado antes". Kathy Iandoli reconheceu como o álbum — que aborda temas de amor, desconfiança, gravidez e autoatualização —, introduziu letras carregadas de emoção ao hip-hop, permitindo que rappers como Kid Cudi e Kanye West viesse a também mostrar vulnerabilidade em suas músicas.
Uma miríade de artistas citaram The Miseducation of Lauryn Hill como inspiração em algum aspecto de seus trabalhos, incluindo Omar Apollo, H.E.R., Ella Mai, Rachel Platten, Maren Morris, Jay-Z, Alicia Keys, Tierra Whack, e Macy Gray. Com Furthermore, Rihanna e Adele o citando como seu álbum favorito. Donald Glover afirmou que é o que mais ouviu na vida, enquanto Zendaya e J. Cole, o elegeram como seu predileto por uma artista feminina. Já Dua Lipa o define como a trilha sonora de sua vida, opinando: "Se alguém tivesse que fazer um único álbum e pronto, seria esse. Esse é o ápice". Maxwell o nomeou como seu disco favorito da década de 1990, elogiando-o por sua combinação de "composição incrível e hip-hop". Em comemoração ao 20º aniversário da obra, a Billboard entrevistou 16 artistas que o citaram como inspiração — entre eles Maggie Rogers, Chloe Bailey, Jessie Ware, Lizzo, K.Flay, Anne-Marie, Jess Glynne, Jazmine Sullivan, Seinabo Sey, Andra Day, Saweetie, Normani, Teyana Taylor e Ella Mai —, com cada um falando sobre uma de suas faixas. A diretora de cinema Gina Prince-Bythewood afirmou que foi inspirada por Hill e "Ex-Factor" durante as filmagens do filme Love & Basketball (2000). A atriz Alexa Demie mencionou que se inspirou em "To Zion" para seu papel na série dramática Euphoria, da HBO.
The Miseducation of Lauryn Hill foi creditado por influenciar os álbuns The College Dropout (2004), de Kanye West, Confessions (2004), de Usher, 4 (2011), de Beyoncé, Daytona (2018), de Pusha T, e Immunity (2019), de Clairo. O produtor Savan Kotecha disse ao Vulture que ele o ouviu durante a gravação de Sweetener (2018), de Ariana Grande, e que as mudanças de acordes na música "No Tears Left to Cry" foram modeladas após a audição. Lucinda Williams afirmou que seu disco World Without Tears (2003) e seu single "Righteously" foram influenciados por The Miseducation of Lauryn Hill e seus elementos de hip-hop. A obra também inspirou o álbum do Maroon 5, Songs About Jane (2002). A brasileira Negra Li revelou, para a Vice, que através do projeto, "Hill se tornou minha maior referência musical com sua mensagem, comportamento e postura. E por ser uma mulher negra de pele escura cantando hip-hop fazendo sucesso mundialmente, me inspirou a lutar pelo meu espaço independente dos obstáculos provando que apesar de difícil não é impossível". Vários artistas intitularam seus projetos por influência do álbum, incluindo Freddie Gibbs com sua mixtape The Miseducation of Freddie Gibbs (2009), cuja arte da capa também imita a de Hill, Lil' Kim usou samples de "Lost Ones" em sua faixa "Mis-education of Lil' Kim", enquanto Calboy e Lil Wayne fizeram o mesmo em seu single "Miseducation" (2021).

### Consequências
Após o sucesso de The Miseducation of Lauryn Hill, sua intérprete ganhou destaque internacional e se estabeleceu como uma mulher pioneira no hip-hop, bem como uma "ameaça quádrupla": uma rapper, cantora, compositora e produtora musical de sucesso. Já em março de 1999, a revista Jet a descreveu como um ícone do hip-hop. Brandon Tensley, da Time, comentou que ela alcançou o status de ícone apenas pelo impacto da obra. No entanto, continua sendo o único álbum de estúdio de Hill em carreira solo. Após seu sucesso, a artista rejeitou ser tachada como uma celebridade e buscou uma vida pessoal discreta, criando seis filhos, enquanto dificuldades pessoais e profissionais se seguiram. Como explicou a jornalista do Miami New Times, Juliana Accioly, a rapper teria passado anos "em uma busca espiritual enquanto lidava com transtorno bipolar. Ela foi processada por créditos de composição. Ela cumpriu uma sentença de três meses de prisão em 2013 por sonegação de impostos. Foi taxada de arrogante por querer ser chamada de 'Ms. Hill' e criticada por suas performances erráticas". Em 2021, Hill revelou que nunca havia lançado outro disco devido à Columbia Records não oferecer a ela o suporte adequado na produção e por temer comprometer sua autenticidade artística ao ceder a pressão da gravadora.
Em 2015, a Marvel Comics lançou uma série de capas de histórias em quadrinhos variantes inspiradas em influentes álbuns contemporâneos de rap, que incluíam uma da Ms. Marvel reimaginada com o tema do álbum. O coletivo musical UnderCover Presents do Centro Yerba Buena de Artes lançou o disco tributo UnderCover Presents: A Tribute to The Miseducation of Lauryn Hill em 2017. Em setembro de 2018, em conjunto com o 20º aniversário do projeto, a Legacy Recordings lançou "The Miseducation of Lauryn Hill Album Cover Experience", que permitiu aos usuários recriar e personalizar a capa e, posteriormente, postar o produto final nas redes sociais. O disco de Hill foi o tema do livro She Begat This: 20 Years of The Miseducation of Lauryn Hill (2018), da autora e jornalista Joan Morgan. Para comemorar ainda mais o aniversário da obra, a rapper colaborou com a empresa de roupas americana Woolrich para projetar peças inspiradas em Miseducation para sua coleção "American Soul Since 1830", e estrelou sua campanha publicitária. Ela se apresentou na Semana de Moda de Nova Iorque para promover a coleção. Enquanto isso, o Spotify apresentou a instalação de arte "Dear Ms. Hill" no Brooklyn, que contou com cartas de fãs, e lançou a minissérie em podcast Dissect, cuja primeira temporada aborda The Miseducation of Lauryn Hill e seu impacto. Além disso, um episódio de 2019 da série de antologia Tales, exibida pela BET, foi inspirado em "Ex-Factor".

## Alinhamento de faixas
Todas as faixas foram produzidas por Hill.
| The Miseducation of Lauryn Hill |                                                          | |         |  |
| N.º                             | Título                                                   | Compositor(es) | Duração |  |
| 1.                              | "Intro"                                                  | | 0:47    |  |
| 2.                              | "Lost Ones"                                              | Hill Frederick Hibbert | 5:33    |  |
| 3.                              | "Ex-Factor"                                              | Hill Alan Bergman Marilyn Bergman Dennis Coles Robert Diggs Gary Grice Marvin Hamlisch Lamont Hawkins Jason Hunter Russell Jones Clifford Smith Corey Woods | 5:26    |  |
| 4.                              | "To Zion" (com participação de Carlos Santana)           | Hill Charles Fox Norman Gimbel | 6:08    |  |
| 5.                              | "Doo Wop (That Thing)"                                   | Hill | 5:19    |  |
| 6.                              | "Superstar"                                              | Hill Johari Newton James Poyser Jim Morrison Robby Krieger John Densmore Ray Manzarek                                                                       | 4:56    |  |
| 7.                              | "Final Hour"                                             | Hill | 4:15    |  |
| 8.                              | "When It Hurts So Bad"                                   | Hill | 5:42    |  |
| 9.                              | "I Used to Love Him" (com participação de Mary J. Blige) | Hill | 5:39    |  |
| 10.                             | "Forgive Them Father"                                    | Hill Bob Marley | 5:15    |  |
| 11.                             | "Every Ghetto, Every City"                               | Hill David Axelrod Steve "Silk" Hurley | 5:14    |  |
| 12.                             | "Nothing Even Matters" (com participação de D'Angelo)    | Hill | 5:49    |  |
| 13.                             | "Everything Is Everything"                               | Hill J. Newton | 4:58    |  |
| 14.                             | "The Miseducation of Lauryn Hill"                        | Hill Tejumold Newton | 4:17    |  |
| 15.                             | "Can't Take My Eyes Off You" (faixa oculta)              | Bob Crewe Bob Gaudio | 3:41    |  |
| 16.                             | "Tell Him" (faixa oculta)                                | Hill | 4:38    |  |
| Duração total:                  | Duração total:                                           | Duração total: | 77:37   |  |

Notas
- Os interlúdios "Love", "How Many of You Have Ever", "Intelligent Women", "Love Is Confusion", "What Do You Think" (part one), e "What Do You Think" (part two) aparecem depois de "Lost Ones", "To Zion", "Doo Wop (That Thing)", "When It Hurts So Bad", "Forgive Them Father", e "Every Ghetto, Every City", respectivamente, como faixas ocultas.
- Nas prensagens japonesas, os interlúdios são listados como faixas individuais; a edição limitada japonesa inclui ainda um remix de "Ex-Factor" como a 23ª faixa.[76]
- Algumas edições digitais excluem "Can't Take My Eyes Off You" e "Tell Him",[260] enquanto outras as incluem como faixas individuais.[261]

Créditos de samples
- Os compositores das gravações sampleadas não foram creditados nas notas originais,[14] mas foram posteriormente creditados nas edições digitais.[261]
- "Lost Ones" contém interpolações de "Bam Bam" de Toots & the Maytals, escrita por Frederick Hibbert.
- "Ex-Factor" contém interpolações de "Can It Be All So Simple", de Wu-Tang Clan.
- "To Zion" contém interpolações de "And the Feeling's Good", de José Feliciano, escrita por Charles Fox e Norman Gimbel.
- "Superstar" contém interpolações de "Light My Fire", de the Doors, escrita por Jim Morrison, Robby Krieger, John Densmore, e Ray Manzarek.
- "Forgive Them Father" contém interpolações de "Concrete Jungle", de Bob Marley and the Wailers, escrita por Bob Marley.
- "Every Ghetto, Every City" contém interpolações de "Tony Poem", de David Axelrod, e "Jack Your Body", de Steve "Silk" Hurley.

## Créditos
Lista-se abaixo os profissionais envolvidos na elaboração de The Miseducation of Lauryn Hil, de acordo com o encarte do álbum:
Locais de gravação
| - RPM Studios - Chung King Studios - Sony Music Studios - The Hit Factory - Right Track Studios em Nova Iorque; | - Perfect Pair Studios em Nova Jersey; - Marley Music, Inc. - Tuff Gong Studios em Kingston - House Studios em Miami |

Vocalistas
| - Lauryn Hill: vocalista (faixas: 2-16) - Mary J. Blige: vocalista (faixa: 9) - D'Angelo: vocalista (faixa: 12) - Shelley Thunder: vocalista (faixa: 10) - Kenny Bobien: vocalista de apoio (faixa: 4) - Chinah: vocalista de apoio (faixa: 9) - Jenni Fujita: vocalista de apoio (faixa: 5) - Fundisha Johnson: vocalista de apoio (faixa: 5) - Sabrina Johnson: vocalista de apoio (faixa: 4) - Jenifer McNeil: vocalista de apoio (faixa: 9) | - Rasheem Pugh: vocalista de apoio (faixa: 5) - Lenesha Randolph: vocalista de apoio (faixas: 4, 5, 9, 13) - Ramon Rivera: vocalista de apoio (faixa: 9) - Earl Robinson: vocalista de apoio (faixa: 4) - Andrea Simmons: vocalista de apoio (faixas: 4,9) - Eddie Stockley: vocalista de apoio (faixa: 4) - Ahmed Wallace: vocalista de apoio (faixas: 9,13) - Tara Watkins: vocalista de apoio (faixa: 9) - Rachel Wilson: vocalista de apoio (faixa: 9) - Chuck Young: vocalista de apoio (faixa: 3) |

Instrumentistas
| - Al Anderson: guitarra (faixa: 12) - Tom Barney: baixo (faixas: 11–13) - Bud Beadle: saxofone alto/tenor, flauta (faixa: 7) - Robert Browne: guitarra (faixa: 2) - Rudy Byrd: percussão (faixas: 3, 6, 8) - Che' Guevara: programação de bateria (faixas: 5, 6, 9, 10, 12, 13) - Che Pope: programação de bateria (faixa: 8) - Jared Crawford: bateria ao vivo (faixa: 4) - D'Angelo: piano rhodes (faixa: 12) - DJ Supreme: DJ (faixa: 5) - Francis Dunnery: guitarra (faixas: 11, 12) - Paul Fakhourie: baixo (faixa: 3) - Dean Frasier: saxofone (faixas: 5, 10) - Loris Holland: chave (faixas: 12, 14), clarinete (faixa: 11) - Indigo Quartet: cordas (faixas: 5, 13, 14) - Julian Marley: guitarra (faixa: 10) - Chris Meredith: baixo (faixas: 8, 10, 12) - Johari Newton: guitarra (faixas: 2, 3, 8) | - Tejumold Newton: piano (faixa: 3) - Vada Nobles: programação de bateria (faixas: 2, 3, 5, 6, 8, 10, 13) - Arun Pandian: guitarra (faixa 16: "Tell Him") - Grace Paradise: harpa (faixas: 4, 6, 8) - James Poyser: baixo (faixas: 2, 4, 9), chave (faixas: 3, 5, 6, 12) - Everol Ray: trompete (faixas: 5,10) - Kevin Robinson: trompete, flugelhorn (faixa: 7) - Ronald "Nambo" Robinson: trombone (faixas: 5, 10) - Matthew Rubano: baixo (faixa: 9, 13) - Carlos Santana: guitarra (faixa: 4) - Earl Chinna Smith: guitarra (faixas: 2,10) - Andrew Smith: guitarra (faixa: 7) - Squiddly Ranks: bateria ao vivo (faixa: 8) - John R. Stephens: piano (faixa: 13) - Elizabeth Valletti: harpa (faixa: 7) - Fayyaz Virti: trombone (faixa: 7) - Joe Wilson: piano (faixa: 14) - Stuart Zender: baixo (faixa: 7) |

Produção
| - Errol Brown: assistência de engenharia de gravação (faixas: 2, 10) - Che Guevara: co-produção (faixas: 2, 4) - Lauryn Hill: produção, produção executiva (faixas: 1-16) - Matt Howe: gravação (faixa: 7) - Storm Jefferson: gravação (faixas: 8, 9, 11, 12), engenharia de mixagem (faixa: 8), assistência de engenharia de mixagem (faixas: 2, 9) - Ken Johnson: gravação (faixa: 9), assistência de engenharia de gravação (faixa: 4) - Vada Nobles: co-produção (faixa: 2) - Tony Prendatt: gravação (faixas: 6, 7, 9, 12 – 14), engenharia (faixa: 14) | - Warren Riker: gravação (faixas: 4, 5, 8, 12), engenharia de mixagem (faixas: 2, 9) - Jamie Seigel: assistência de engenharia de mixagem (faixa: 4) - Greg Thompson: assistência de engenharia de mixagem (faixa: 3) - Neil Tucker: assistência de engenharia de gravação (faixa: 7) - Chip Verspyck: assistência de engenharia de gravação (faixas: 3, 7) - Brian Vibberts: assistência de engenharia (faixas: 6, 10, 12) - Gordon "Commissioner" Williams: gravação (faixas: 2 – 6, 8 -12), engenharia (faixas: 9, 14), mixagem (faixas: 2, 4–6, 8, 10, 11, 13, 14) - Johny Wyndrx: gravação (faixas: 4) |

Visuais e imagem
| - Marc Baptiste: fotografia - Veronica Fletcher: estilista de cabelo - Tameka Foster: estilista - Anita Gibson: maquiagem | - Debra Ginyard: estilista - Erwin Gorostiza: direção artística - Derek Khan: estilista |

## Desempenho comercial

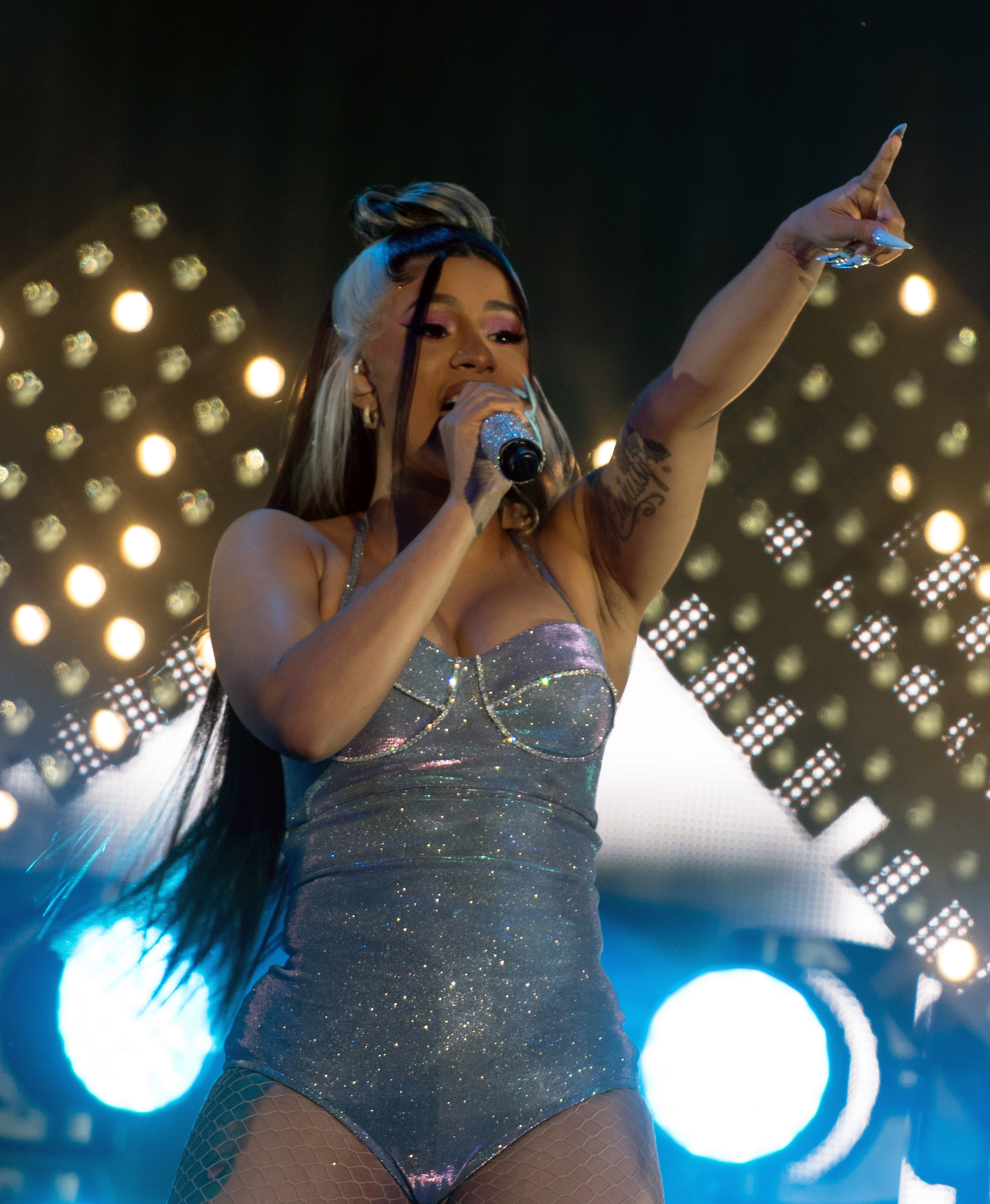
Por mais de 20 anos, The Miseducation of Lauryn Hill foi o álbum de estreia de uma rapper feminina a constar por mais tempo na Billboard 200, até ser ultrapassado por Invasion of Privacy (2018), de Cardi B (foto)

Nos Estados Unidos, em 12 de setembro de 1998, The Miseducation of Lauryn Hill tornou-se o primeiro álbum de uma rapper feminina em carreira solo a estrear no topo da Billboard 200. Também se tornou o primeiro disco de estreia de uma mulher a debutar nessa posição da parada. Esse feito também converteu Hill no primeiro artista solo a estrear no topo da Billboard 200 e da Billboard Hot 100 com seu álbum e single de estreia. Na primeira semana, a obra vendeu mais de 422 mil e 624 cópias; a maior quantia até então para um disco de uma artista feminina em uma semana de estreia, feito até então pertencente a Ray of Light, de Madonna, que havia comercializado 300 mil e 71 cópias em março do mesmo ano. Com isso, Hill entrou em um seleto grupo até então formado por Madonna, Janet Jackson e Selena, como as únicas artistas femininas a debutar um disco com uma comercialização superior a 300 mil unidades. Apesar de ter perdido esse feito — em novembro para a estreia de Supposed Former Infatuation Junkie, de Alanis Morissette, que debutou com 469 mil réplicas vendidas —, The Miseducation permanece tendo a maior cifra na semana de estreia por um primeiro disco de mulher e de uma rapper feminina no século XX.
Em sua segunda atualização, o projeto continuou no topo, vendendo 265 mil cópias, totalizando uma comercialização suficiente para garanti-lo um certificado de ouro, que foi emitido pela Recording Industry Association of America (RIAA). Permaneceu no comando da parada em sua terceira edição, antes de cair para o número dois, e retornar ao cume em sua quinta semana. Até o final de outubro, acumulava quase dois meses consecutivos entre os três primeiros postos. Sua estabilidade na parada foi considerado raro para um lançamento de hip-hop na época, já que a maioria dos álbuns de estreia desse gênero despencava rapidamente. Quando dezembro chegou, mais de 2 milhões e 900 mil unidades da obra já haviam sido adquiridas no país, o que o tornou um dos álbuns mais vendidos do ano. Como consequência, encerrou 1998 tendo o melhor desempenho entre todos na Top R&B/Hip-Hop Albums, enquanto na Billboard 200 fechou na 24.ª ocupação. Suas vendas aumentaram após a apresentação da intérprete no 41.º Grammy Awards, com 234 mil cópias compradas durante a atualização de 3 de março de 1999, e outras 200 mil na semana seguinte. Constou por um total de 92 edições na Billboard 200, sendo o álbum de estreia de uma rapper feminina mais longevo na parada até ser ultrapassado por Invasion of Privacy (2018), de Cardi B. The Miseducation of Lauryn Hill não apenas continua sendo o único disco de rap por uma mulher a passar mais de uma semana em primeiro lugar, mas também um dos poucos desse gênero a permanecer por tanto tempo na parada. Em 2021, a RIAA atualizou sua certificação para diamante (10× platina), denotando unidades equivalentes a venda de 10 milhões de álbuns nos EUA; Hill se tornou assim a primeira rapper feminina a ter uma obra diamantada pela organização.
No Canadá, The Miseducation of Lauryn Hill estreou no número 16 na parada Canadian Albums Chart, em 12 de setembro de 1998, vindo a liderá-la em 17 de outubro. Até agosto de 1999, já havia vendido 700 mil réplicas no país, sendo certificado como platina sétupla pela Music Canada (MC). Em território brasileiro, debutou na nona posição da parada publicada pelo O Globo – com base em dados fornecidos pelo instituto Nelson Oliveira Pesquisa e Estudo de Mercado (NOPEM) –, em 20 de abril de 1999. Na atualização seguinte e na edição de 13 de julho, continou constando no mesmo posto. Seu maior pico na tabela, o quinto, foi registrado em 3 de agosto. Na Oceania e na Ásia, o projeto foi um sucesso inesperado. A começar pela Austrália, onde estreou na 47.ª colocação e chegou ao segundo em sua 23ª semana de permanência; a Australian Recording Industry Association (ARIA) o qualificou como dupla platina, denotando 140 mil compras. Obtendo a quinto como melhor posição na Nova Zelândia, foi certificado como tripla platina pelo excedente de 45 mil vendas. No Japão, alcançou a posição seis na Oricon Albums Chart, e recebeu um certificado de milhão pela Recording Industry Association of Japan (RIAJ) em setembro de 1999.
Já na Europa, The Miseducation of Lauryn Hill alcançou a vice-liderança na parada oficial britânica UK Albums Chart, enquanto debutou no topo da segmentada UK R&B Albums Chart, onde passou 18 semanas não consecutivas no posto. Em 2022, a British Phonographic Industry (BPI) reconheceu-o com certificado de platina quádrupla, denotando 1 milhão e 200 mil exemplares equivalentes a álbuns. Em outubro de 2023, estava entre os 20 discos da década de 1990 com mais streams no país. Na Irlanda, The Miseducation of Lauryn Hill se tornou o primeiro álbum de rap a alcançar o número um na parada oficial da nação. Em toda a Europa, alcançou os dez primeiros lugares da tabela da Alemanha, Áustria, Bélgica, França, Grécia, Itália, Noruega e Suécia, bem como a vice-liderança no European Top 100 Albums. A International Federation of the Phonographic Industry (IFPI) certificou a obra com dupla platina, pelas vendas de dois milhões de cópias em todo o continente, em 1999. Em seu primeiro ano, mais de 10 milhões de cópias foram compradas em todo o mundo, tendo alcançado mais de 20 milhões em seu 20º aniversário, quando também foi confirmado como o álbum de 1998 mais transmitido no Spotify. Além de ser um dos mais adquiridos de todos os tempos, é também o disco mais comprado do gênero neo soul.
| País — Tabela musical (1998—2025)       | Posição de pico |
| --------------------------------------- | --------------- |
| Alemanha (GfK Entertainment Charts)     | 9               |
| Austrália (ARIA Charts)                 | 2               |
| Áustria (Ö3 Austria Top 40)             | 4               |
| Bélgica (Ultratop 50 de Flandres)       | 10              |
| Bélgica (Ultratop 40 de Valônia)        | 27              |
| Brasil (NOPEM)                          | 5               |
| Canadá (Canadian Albums Chart)          | 1               |
| Canadá (Canadian R&B Albums)            | 1               |
| Dinamarca (Hitlisten)                   | 15              |
| Escócia (OCC)                           | 3               |
| Espanha (PROMUSICAE)                    | 11              |
| Estados Unidos (Billboard 200)          | 1               |
| Estados Unidos (Top R&B/Hip-Hop Albums) | 1               |
| Estados Unidos (Top Rap Albums)         | 12              |
| Estados Unidos (Top Tastemaker Albums)  | 15              |
| Estados Unidos (Vinyl Albums)           | 23              |
| Grécia (IFPI Grécia)                    | 2               |
| Europa (European Top 100 Albums)        | 2               |
| Finlândia (IFPI Finlândia)              | 20              |
| França (SNEP)                           | 3               |
| Irlanda (IRMA)                          | 1               |
| Itália (FIMI)                           | 3               |
| Japão (Oricon)                          | 12              |
| Japão (Oricon) Edição limitada          | 6               |
| Noruega (VG-lista)                      | 2               |
| Nova Zelândia (Recorded Music NZ)       | 5               |
| Países Baixos (MegaCharts)              | 11              |
| Portugal (AFP)                          | 25              |
| Reino Unido (UK Albums Chart)           | 2               |
| Reino Unido (UK R&B Albums Chart)       | 1               |
| Suécia (Sverigetopplistan)              | 3               |
| Suíça (Schweizer Hitparade)             | 11              |

| País — Tabela musical (1998)            | Posição |
| --------------------------------------- | ------- |
| Canadá (RPM Albuns Chart)               | 39      |
| Estados Unidos (Billboard 200)          | 24      |
| Estados Unidos (Top R&B/Hip-Hop Albums) | 1       |
| Europa (Top 100 Albums)                 | 47      |
| França (SNEP)                           | 31      |
| Japão (Oricon)                          | 75      |
| Nova Zelândia (RMNZ)                    | 42      |
| Reino Unido (UK Albums Chart)           | 82      |
| Suécia (Sverigetopplistan)              | 97      |

| País — Tabela musical (1999)            | Posição |
| --------------------------------------- | ------- |
| Alemanha (GfK Entertainment Charts)     | 34      |
| Austrália (ARIA Charts)                 | 46      |
| Bélgica (Ultratop 50 de Flandres)       | 31      |
| Bélgica (Ultratop 50 de Valônia)        | 58      |
| Brasil (Nopem)                          | 38      |
| Dinamarca (Hitlisten)                   | 40      |
| Estados Unidos (Billboard 200)          | 11      |
| Estados Unidos (Top R&B/Hip-Hop Albums) | 3       |
| Europa (European Top 100 Albums)        | 13      |
| França (SNEP)                           | 36      |
| Nova Zelândia (RMNZ)                    | 25      |
| Noruega (VG-lista)                      | 5       |
| Reino Unido (UK Albums Chart)           | 17      |
| Suécia (Sverigetopplistan)              | 44      |
| País — Tabela musical (2001)            | Posição |
| Canadá (Canadian R&B Albums)            | 98      |
| País — Tabela musical (2002)            | Posição |
| Canadá (Canadian R&B Albums)            | 133     |

| País — Tabela musical (1990—1999) | Posição |
| --------------------------------- | ------- |
| Estados Unidos (Billboard 200)    | 40      |

| País — Tabela musical                    | Posição |
| ---------------------------------------- | ------- |
| Estados Unidos (Billboard 200)(Mulheres) | 61      |
| Estados Unidos (Top R&B/Hip-Hop Albums)  | 28      |
| Irlanda (IRMA)(Mulheres)                 | 42      |

| Região                                                                                             | Certificação | Vendas      |
| -------------------------------------------------------------------------------------------------- | ------------ | ----------- |
| Austrália (ARIA)                                                                                   | 2× Platina   | 140 000‡    |
| Áustria (IFPI Áustria)                                                                             | Ouro         | 25 000*     |
| Bélgica (BEA)                                                                                      | Platina      | 50 000*     |
| Canadá (Music Canada)                                                                              | 7× Platina   | 700 000^    |
| Dinamarca (IFPI Dinamarca)                                                                         | 4× Platina   | 80 000‡     |
| Espanha (PROMUSICAE)                                                                               | Ouro         | 50 000^     |
| Estados Unidos (RIAA)                                                                              | 10× Platina  | 10 000 000‡ |
| França (SNEP)                                                                                      | 2× Ouro      | 300 000*    |
| Itália (FIMI)                                                                                      | Ouro         | 25 000‡     |
| Japão (RIAJ)                                                                                       | Milhão       | 1 000 000^  |
| Nova Zelândia (RIANZ)                                                                              | 3× Platina   | 45 000*     |
| Noruega (IFPI Noruega)                                                                             | Platina      | 50 000*     |
| Países Baixos (NVPI)                                                                               | Platina      | 100 000^    |
| Reino Unido (BPI)                                                                                  | 4× Platina   | 1 200 000‡  |
| Suécia (GLF)                                                                                       | Platina      | 80 000^     |
| Suíça (IFPI Suíça)                                                                                 | Platina      | 800 000^    |
| Resumos                                                                                            |              |             |
| Europa (IFPI)                                                                                      | 4× Platina   | 4 000 000*  |
| Mundo                                                                                              | —            | 20 000 000  |
| *números de vendas baseados somente na certificação ^distribuições baseadas apenas na certificação |              |             |

## Histórico de lançamento
| Região         | Data                   | Formato  | Edição                    | Gravadora(s)       | Ref.    |
| -------------- | ---------------------- | -------- | ------------------------- | ------------------ | ------- |
| Japão          | 19 de agosto de 1998   | Limitado | CD                        | Sony Music Japan   | [ 76 ]  |
| Estados Unidos | 25 de agosto de 1998   | Padrão   | Cassete CD MiniDisc vinil | Ruffhouse Columbia | [ 45 ]  |
| Austrália      | 31 de agosto de 1998   | Padrão   | CD                        | Sony Music         | [ 369 ] |
| França         | 25 de setembro de 1998 | Padrão   | CD                        | Columbia           | [ 370 ] |
| Alemanha       | 25 de setembro de 1998 | Padrão   | CD                        | Sony Music         | [ 371 ] |
| Reino Unido    | 28 de setembro de 1998 | Padrão   | Cassete CD MiniDisc vinil | Columbia           | [ 372 ] |
| Japão          | 21 de outubro de 1998  | Padrão   | CD                        | Sony Music Japan   | [ 296 ] |